# Findorff-Realschule Bremervörde

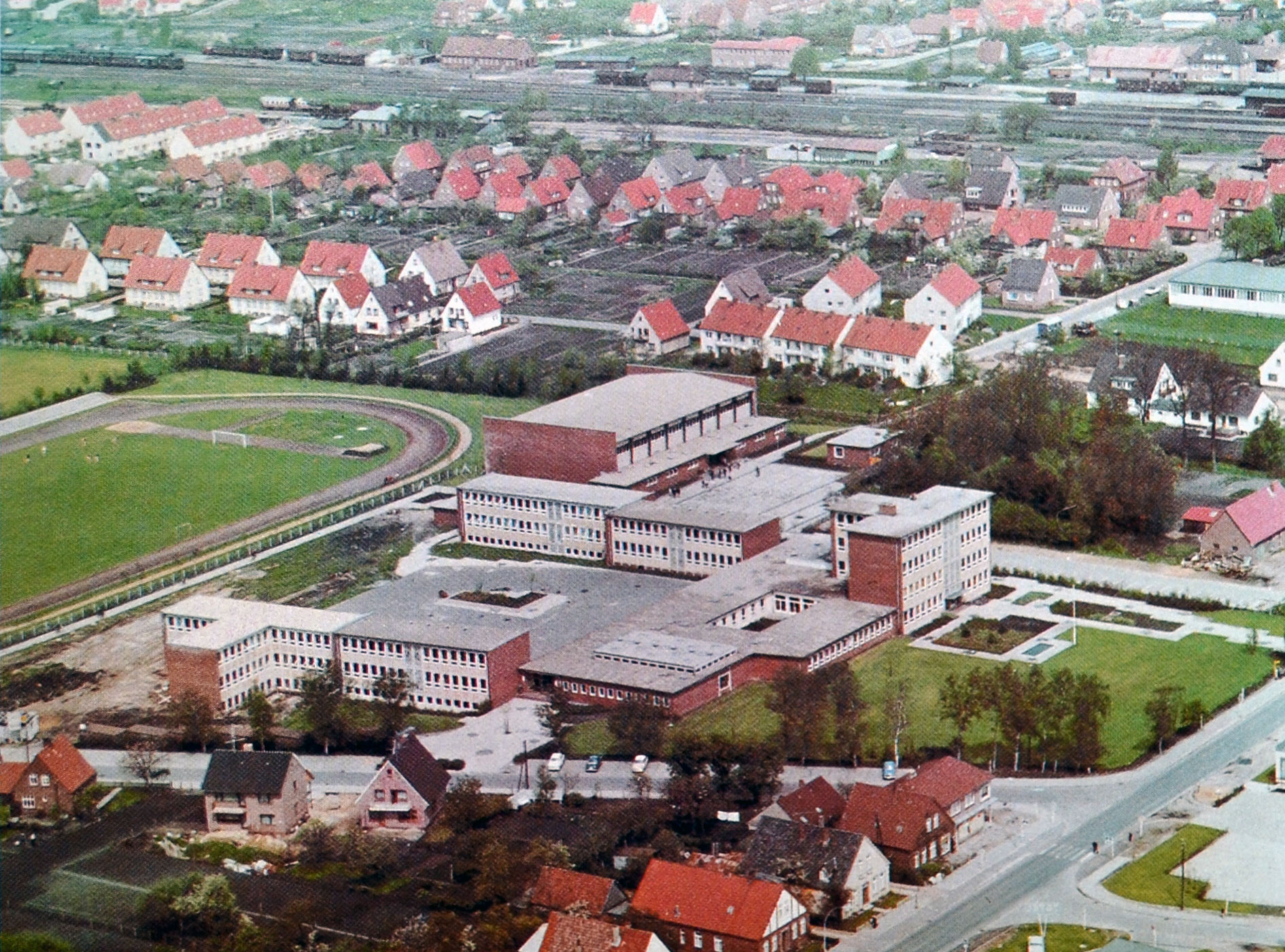
Luftaufnahme des Bremervörder Schulzentrums von 1966 (noch ohne die heutigen Anbauten)

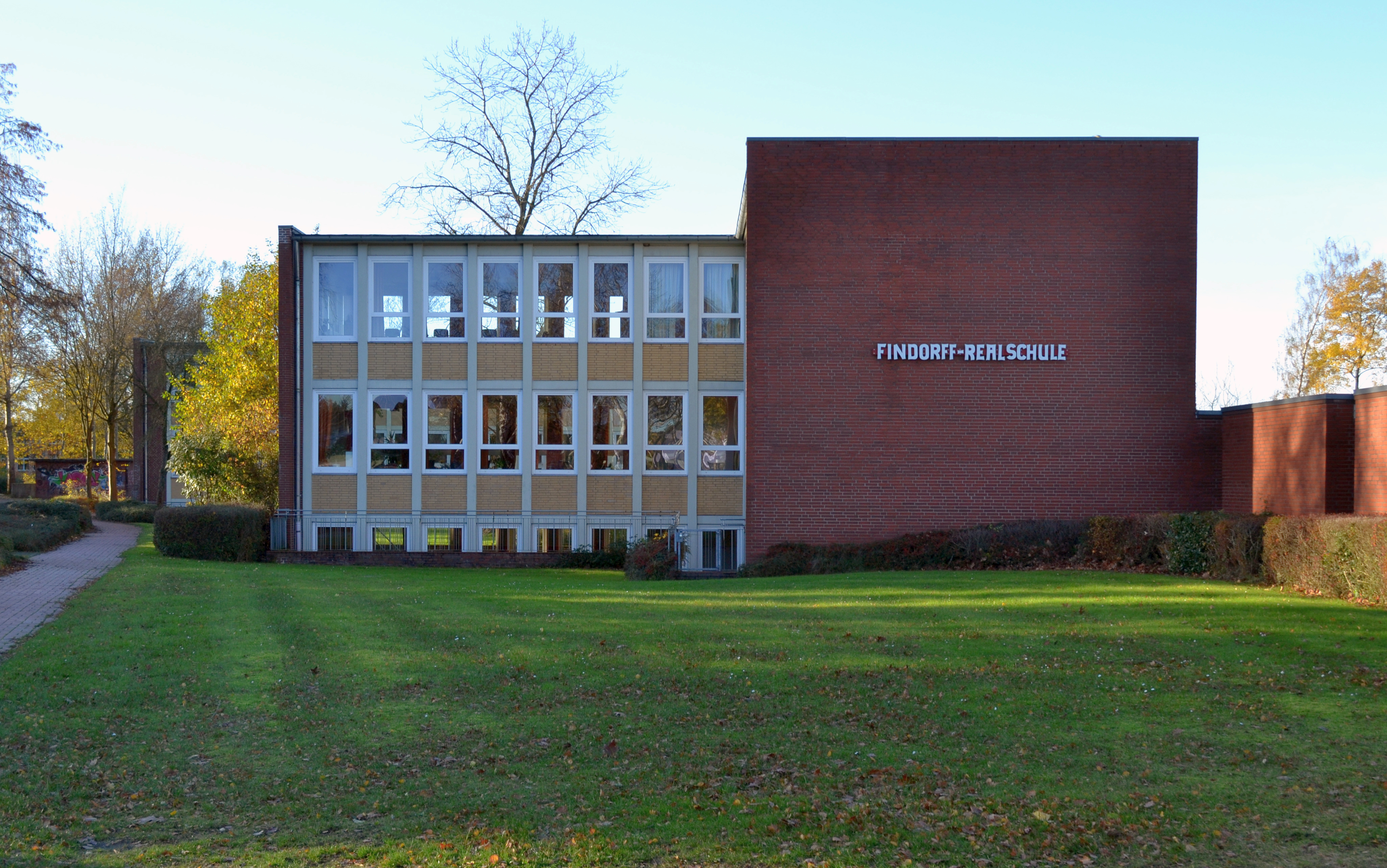
Einer der Unterrichtstürme mit Schriftzug der Schule

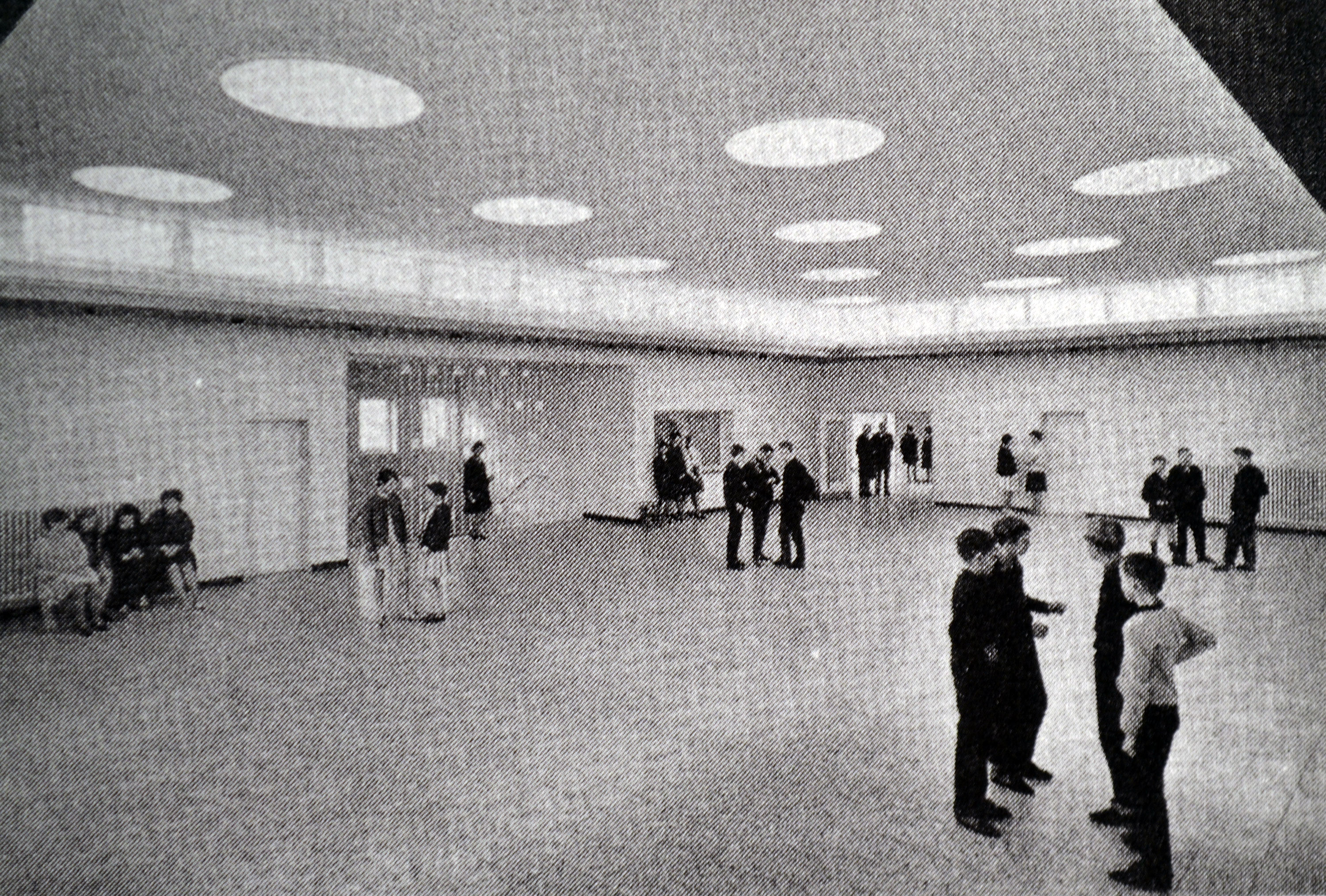
Historisches Bild der Pausenhalle, die sich heute im südöstlichen Teil der Schule befindet

Der Grundriss des Schulgebäudes mit Darstellung der ehemaligen Orientierungsstufe

Die Findorff-Realschule Bremervörde ist eine Realschule in Bremervörde im Landkreis Rotenburg (Wümme) in Niedersachsen.
Die Ursprünge der Schule liegen bereits im 15. Jahrhundert. Die Schüler kommen aus Bremervörde und den umliegenden Ortschaften Spreckens, Hesedorf, Iselersheim, Elm, Bevern, Ebersdorf, Alfstedt, Minstedt, Nieder Ochtenhausen, Hönau-Lindorf, Mehedorf, Umkreis Gnarrenburg, Basdahl und Plönjeshausen. Rund 55 % der Schüler werden mit Bussen zur Schule transportiert.

## Geschichte

### Die Latein- und Rektorschule
Die Wurzeln der Realschule liegen in der Lateinschule, die Aufzeichnungen zufolge im Jahre 1567 nach der Einführung der Reformation im Erzbistum Bremen gegründet wurde. Im Jahre 1770 wurde die bereits umgebaute Rektorschule um die sogenannte Kantorschule erweitert, in der Schulanfänger und Schüler, die nicht am Latein- und Französischunterricht teilnahmen, unterrichtet wurden. Infolge starker Veränderung der Schülerzahlen wurde die Schulzusammensetzung in den darauf folgenden Jahren oft verändert.

### Die Findorff-Mittelschule
Die Findorff-Mittelschule wurde 1926 gegründet und ging aus der Lateinschule und späteren Rektorschule hervor. Während des Zweiten Weltkrieges musste am 15. März 1945 der Unterricht aufgrund eintreffender Ostflüchtlinge und lokaler Kriegsbedrohung eingestellt werden. Er wurde am 10. September des gleichen Jahres wieder aufgenommen.
Am 24. März 1959 beschloss die Stadt Bremervörde den Neubau der Mittelschule. Die Grundsteinlegung erfolgte am 28. August 1961. Der erste Bauabschnitt kostete rund 2,5 Millionen Deutsche Mark, welcher durch Niedersachsen und das Bundesministerium der Verteidigung bezuschusst wurde und am 12. Juni 1963 offiziell eröffnet wurde. Seit diesem Zeitpunkt trägt die Schule den Namen des Moorkolonisators Jürgen Christian Findorff. Die Schülerzahl stieg zwischen 1944 und 1963 nicht über 472.

#### Schulleiter der Findorff-Mittelschule von 1899–1962
| Zeitpunkt | gegenwärtiger Schulleiter      |
| --------- | ------------------------------ |
| 1899:     | Alves                          |
| 1908:     | Meyer                          |
| 1910:     | Fittschen                      |
| 1919:     | Kambach (Vertretung)           |
| 1920:     | Huth                           |
| 1935:     | Georg Stadtlander (Vertretung) |
| 1936:     | Hermann Eggert                 |
| 1945:     | Rudolf Xylander (Vertretung)   |
| 1949:     | Hermann Eggert                 |
| 1962:     | Ernst Dierking                 |

### Die Findorff-Realschule
Die Findorff-Realschule wurde 1963 gegründet und entstand aus der Findorff-Mittelschule. Heute ist sie Teil des Bremervörder Schulzentrums bzw. Komplexes, welches die Grundschule Engeo, die Realschule, die Hauptschule, das Gymnasium und die Berufsbildenden Schulen umfasst. Schulträger ist die Stadt Bremervörde.

## Das Schulgebäude
Das Schulgebäude besteht aus dem Gebäude der ehemaligen Orientierungsstufe, kurz OS, an der Gnarrenburger Straße und dem damit verbundenen Realschulgebäude im Stil der sechziger Jahre am Birkenweg. Im Innenhof befindet sich ein großer Pausenhof mit einem Bolzplatz, zwei Trampolinen, mehreren Sitzgelegenheiten und Tischtennisplatten. Im Nordosten ist neben den Fahrradständern, gegenüber dem Haupteingang, ein Waldstück vorhanden, in welchem ebenfalls ein Bolzplatz angelegt wurde. Dort befindet sich auch die Sporthalle, die von der Schule genutzt wird. An der Südseite verlaufen entlang des Birkenweges Bushaltestellen für die Schülerbeförderung. Westlich des Schulgebäudes befindet sich der Sportplatz, der von allen Schulen des Bremervörder Schulzentrums genutzt wird.
In den späten 1960ern wurde ein Baufehler am vierstöckigen Turm, der die naturwissenschaftlichen Unterrichtsräume beherbergte, entdeckt. Der Turm wurde daraufhin abgerissen.

## Pädagogische Arbeit, Ausstattung und Angebote
- An der Findorff-Realschule werden die Fremdsprachen Englisch und Französisch unterrichtet. Besonderer Unterricht wie Werken, Technik, Hauswirtschaft, Textiles Gestalten und Informatik werden während des Fremdsprachenunterrichtes für nicht teilnehmende Schüler als Wahlpflichtkurs, kurz WPK, erteilt.
- Die Schule nimmt regelmäßig an Jugend trainiert für Olympia teil.
- Die Schule wurde dritter Sieger des Landesentscheides in Niedersachsen von Jugend trainiert für Olympia im Bereich Fußball.
- Es werden Arbeitsgemeinschaften wie z. B. eine Theater- oder Garten-AG angeboten.

## Schulabschlüsse
An der Findorff-Realschule können die folgenden Schulabschlüsse erworben werden:
- Erweiterter Sekundarabschluss I (berechtigt zum Besuch eines Beruflichen Gymnasiums bzw. der Oberstufe eines Allgemeinbildenden Gymnasiums)
- Sekundarabschluss I – „Realschulabschluss“ (berechtigt zum Besuch einer Berufsbildenden Schule und Fachoberschule)
- Hauptschulabschluss (berechtigt zum Besuch einer Berufsbildenden Schule)

## Sekundarstufe-1-Campus
Nach Plänen der Stadt Bremervörde soll im Jahr 2016 eine neue Grundschule auf dem Gelände der Realschule eröffnet werden. Im Anschluss an den Bau wird der Sek-1-Campus in der Nähe der Hauptschule realisiert, der zwei drei- bis vierstöckige Gebäude mit einer Fläche von rund 4.000 Quadratmeter vorsieht, um die Haupt- und Realschule zu vereinigen. Das „Klassenhaus“, soll die Unterrichtsräume beherbergen, während das „Campus-Haus“ der Verwaltung, Mensa, Aula und Bibliothek Platz bieten soll. Das Projekt sieht aktuell Kosten in Höhe von rund 17 Millionen Euro vor.

## Trivia

### Förderverein
Der Förderverein der Findorff-Realschule Bremervörde e.V. unterstützt die Schule mit finanziellen Mitteln für Anschaffungen und Veranstaltungen. Der Verein finanziert sich über Spenden der Eltern.